# Lloyd Passage

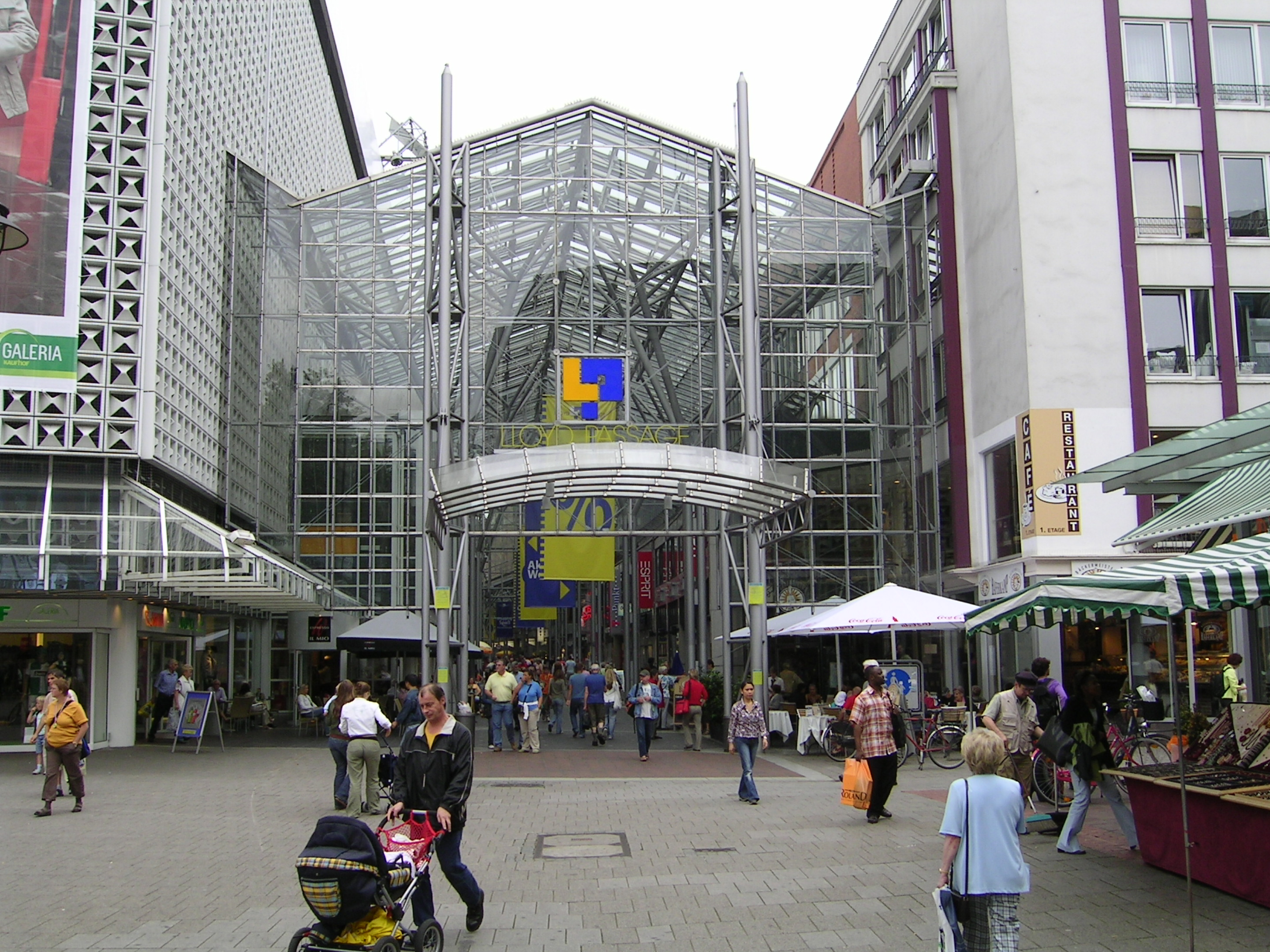
De Lloyd Passage gezien vanaf het Hanseatenhof

De Lloyd Passage is een winkelgalerij in het centrum van Bremen. Het werd eind jaren tachtig gebouwd in de openbare straten Große Hundestraße en Kreyenstraße en wordt beschouwd als de eerste overdekte openbare straat in Duitsland. De Lloyd Passage loopt parallel aan de Obernstraße en verbindt de Sögestraße met het Hanseatenhof .
De naam van de 250 meterslange doorgang herinnert aan de Norddeutscher Lloyd. Het hoofdkantoor, het Lloydgebouw, stond op de plek waar nu het Galeria Kaufhofgebouw staat.

## Geschiedenis
De Lloyd Passage kwam voort uit een initiatief uit 1984 om een overkapping te creëren voor het toenmalige warenhuis Horten (tegenwoordig Galeria Kaufhof). Nadat het management van het warenhuis Karstadt tussen de Obernstrasse en de Grosse Hundestrasse belangstelling had getoond voor het idee, begon men met de ontwikkeling van een winkelgalerij die de hele straat en de Kreyenstrasse omvatte. Het doel was om het stadscentrum van Bremen op te waarderen als regionaal centrum en winkelstad.

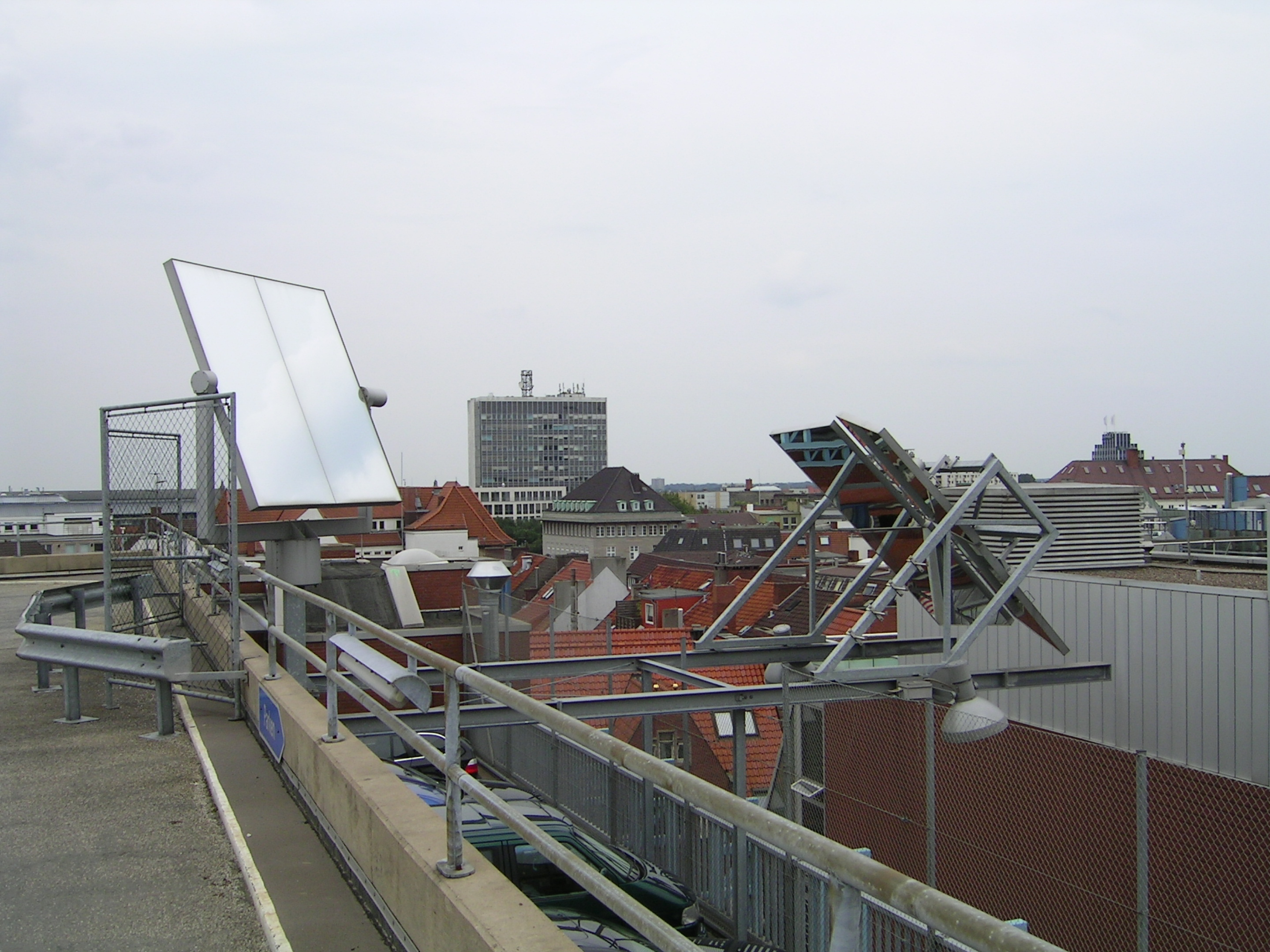
Spiegel over de Lloyd Passage

De bouw van de passage begon op 18 december 1987. Bijna twee jaar later, op 20 november 1989 werd het hoogste punt bereikt. De opening van de passage volgde op 30 april 1990. De passage werd volledig uit particuliere middelen gefinancierd. De bouwkosten bedroegen circa 11,5 miljoen D-Mark (ongeveer € 5,88 miljoen).
In 2000 zijn boven het glazen dak van de Lloyd Passage heliostaten geplaatst die het daglicht in de passage leiden.

## Mall of Fame
In 2003 werd de "Mall of Fame" geopend in de Lloyd Passage, waarin de handafdrukken van beroemdheden die een band hebben met Bremen zijn ingebed in een bronzen plaat in de vloer van de passage.

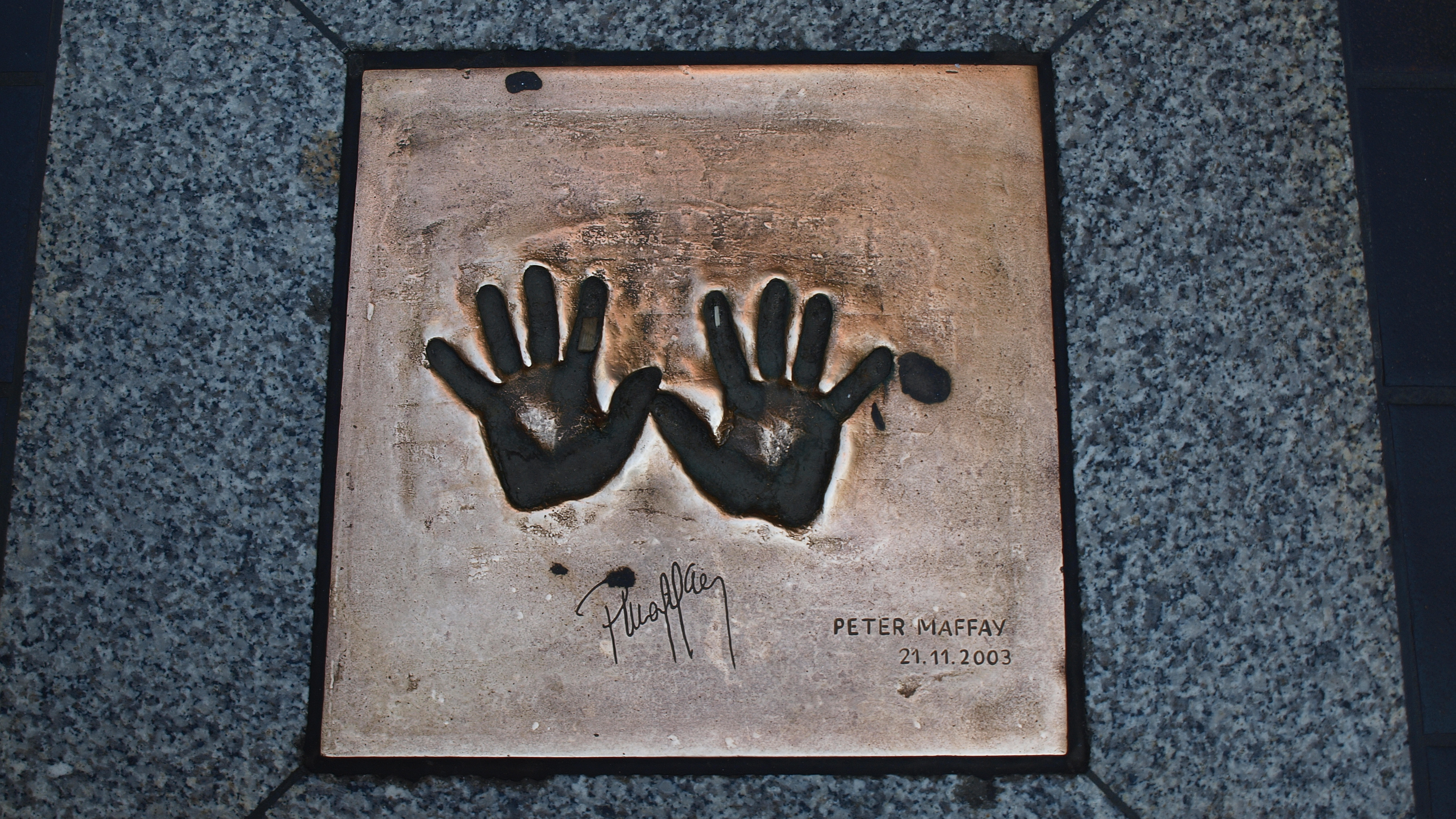
Bremen, handafdruk in de Lloyd Passage

## Extern link
- Officiële website